# Nathanaël Mbuku
Nathanaël Mbuku (Villeneuve-Saint-Georges, 16 marzo 2002) è un calciatore francese naturalizzato congolese (Repubblica Democratica del Congo), attaccante del Montpellier e della nazionale congolese.

## Caratteristiche tecniche
Attaccante esplosivo, è un'ala destra veloce ed abile nell'uno contro uno.

## Carriera

### Club
Nel 2017 viene acquistato dallo Stade Reims. Dopo due anni di giovanili, esordisce in prima squadra il 10 agosto 2019, disputando l'incontro di Ligue 1 vinto 2-0 contro l'Olympique Lione. Colleziona poi altre 12 presenze (2 nelle coppe), senza mai andare a segno.
Nel 2020-2021 ottiene il posto da titolare, realizzando il 25 ottobre 2020 la sua prima rete da professionista contro il Montpellier.

### Nazionale
Nel 2019 viene convocato dalla nazionale Under-17 francese per il Mondiale di categoria disputatosi in Brasile. Il 6 novembre, in tale competizione, segna una tripletta ai danni dell'Australia. Conclude il torneo con 5 reti, con la Francia che ottiene il 3º posto.

## Statistiche

### Presenze e reti nei club
Statistiche aggiornate al 22 dicembre 2024.
| Stagione             | Squadra              | Campionato           | Campionato | Campionato | Coppe nazionali | Coppe nazionali | Coppe nazionali | Coppe continentali | Coppe continentali | Coppe continentali | Altre coppe | Altre coppe | Altre coppe | Totale | Totale | Totale |
| Stagione             | Squadra              | Comp                 | Pres       | Reti       | Comp            | Pres            | Reti            | Comp               | Pres               | Reti               | Comp        | Pres        | Reti        | Pres   | Reti   |        |
| -------------------- | -------------------- | -------------------- | ---------- | ---------- | --------------- | --------------- | --------------- | ------------------ | ------------------ | ------------------ | ----------- | ----------- | ----------- | ------ | ------ | ------ |
| 2018-2019            | Stade Reims          | N2                   | 8          | 0          | -               | -               | -               | -                  | -                  | -                  | -           | -           | -           | 8      | 0      |        |
| 2020-2021            | Stade Reims          | N2                   | 1          | 0          | -               | -               | -               | -                  | -                  | -                  | -           | -           | -           | 1      | 0      |        |
| 2022-2023            | Stade Reims          | N2                   | 1          | 0          | -               | -               | -               | -                  | -                  | -                  | -           | -           | -           | 1      | 0      |        |
| Totale Stade Reims 2 | Totale Stade Reims 2 | Totale Stade Reims 2 | 10         | 0          |                 | -               | -               |                    | -                  | -                  |             | -           | -           | 10     | 0      |        |
| 2019-2020            | Stade Reims          | L1                   | 11         | 0          | CF+CdL          | 2+0             | 0               | -                  | -                  | -                  | -           | -           | -           | 13     | 0      |        |
| 2020-2021            | Stade Reims          | L1                   | 32         | 4          | CF              | 0               | 0               | -                  | -                  | -                  | -           | -           | -           | 32     | 4      |        |
| 2021-2022            | Stade Reims          | L1                   | 31         | 2          | CF              | 2               | 0               | -                  | -                  | -                  | -           | -           | -           | 33     | 2      |        |
| 2022-2023            | Stade Reims          | L1                   | 6          | 0          | CF              | -               | -               | -                  | -                  | -                  | -           | -           | -           | 6      | 0      |        |
| Totale Stade Reims   | Totale Stade Reims   | Totale Stade Reims   | 80         | 6          |                 | 4               | 0               |                    | -                  | -                  |             | -           | -           | 84     | 6      |        |
| gen.-giu. 2023       | Augusta              | BL                   | 2          | 0          | CG              | -               | -               | -                  | -                  | -                  | -           | -           | -           | 2      | 0      |        |
| 2023-2024            | Augusta              | BL                   | 1          | 0          | CG              | 0               | 0               | -                  | -                  | -                  | -           | -           | -           | 1      | 0      |        |
| Totale Augusta       | Totale Augusta       | Totale Augusta       | 3          | 0          |                 | 0               | 0               |                    | -                  | -                  |             | -           | -           | 3      | 0      |        |
| gen.-giu. 2024       | Saint-Étienne        | L2                   | 18+3       | 3+1        | CF              | -               | -               | -                  | -                  | -                  | -           | -           | -           | 21     | 4      |        |
| 2024-2025            | Dinamo Zagabria      | 1.HNL                | 9          | 2          | CC              | 1               | 0               | UCL                | 1                  | 0                  | -           | -           | -           | 11     | 2      |        |
| Totale carriera      | Totale carriera      | Totale carriera      | 123        | 12         |                 | 5               | 0               |                    | 1                  | 0                  |             | -           | -           | 129    | 12     |        |

### Cronologia presenze e reti in nazionale
| Cronologia completa delle presenze e delle reti in nazionale ― RD del Congo | Cronologia completa delle presenze e delle reti in nazionale ― RD del Congo | Cronologia completa delle presenze e delle reti in nazionale ― RD del Congo | Cronologia completa delle presenze e delle reti in nazionale ― RD del Congo | Cronologia completa delle presenze e delle reti in nazionale ― RD del Congo | Cronologia completa delle presenze e delle reti in nazionale ― RD del Congo | Cronologia completa delle presenze e delle reti in nazionale ― RD del Congo | Cronologia completa delle presenze e delle reti in nazionale ― RD del Congo |
| Data                                                                        | Città                                                                       | In casa                                                                     | Risultato                                                                   | Ospiti                                                                      | Competizione                                                                | Reti                                                                        | Note                                                                        |
| --------------------------------------------------------------------------- | --------------------------------------------------------------------------- | --------------------------------------------------------------------------- | --------------------------------------------------------------------------- | --------------------------------------------------------------------------- | --------------------------------------------------------------------------- | --------------------------------------------------------------------------- | --------------------------------------------------------------------------- |
| 15-10-2024                                                                  | Dar-es-Salaam                                                               | Tanzania                                                                    | 0 – 2                                                                       | RD del Congo                                                                | Qual. Coppa d'Africa 2025                                                   | -                                                                           | 72’                                                                         |
| 16-11-2024                                                                  | Abidjan                                                                     | Guinea                                                                      | 1 – 0                                                                       | RD del Congo                                                                | Qual. Coppa d'Africa 2025                                                   | -                                                                           | 82’                                                                         |
| 19-11-2024                                                                  | Kinshasa                                                                    | RD del Congo                                                                | 1 – 2                                                                       | Etiopia                                                                     | Qual. Coppa d'Africa 2025                                                   | -                                                                           | 46’                                                                         |
| 5-6-2025                                                                    | Orléans                                                                     | RD del Congo                                                                | 1 – 0                                                                       | Mali                                                                        | Amichevole                                                                  | -                                                                           | 80’                                                                         |
| 8-6-2025                                                                    | Orléans                                                                     | RD del Congo                                                                | 3 – 1                                                                       | Madagascar                                                                  | Amichevole                                                                  | -                                                                           | 65’                                                                         |
| Totale                                                                      |                                                                             | Presenze                                                                    | 5                                                                           |                                                                             | Reti                                                                        | 0                                                                           |                                                                             |